# عمار حبیب
عمار حبیب (عربی: عمار حبيب؛ زادهٔ ۲۵ اکتبر ۱۹۶۷) بازیکن فوتبال اهل سوریه بود.
وی همچنین در تیم‌های ملی فوتبال زیر ۲۰ سال سوپریه و سوریه بازی کرده‌است.